# 新垣邦男

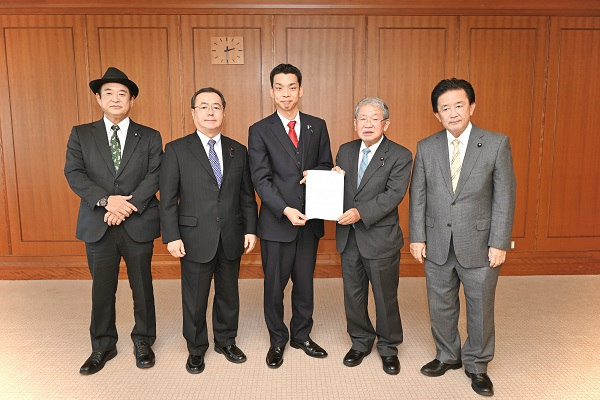
うりずんの会から、石垣島陸上自衛隊駐屯地工事に関する要請をした

新垣 邦男（あらかき くにお、1956年6月19日 - ）は、日本の政治家、空手家。社会民主党所属の衆議院議員（2期）。社会民主党副党首兼国会対策委員長兼政策審議会長。沖縄県北中城村長を4期務めた。

## 経歴
那覇市出身。1982年日本大学法学部卒。1985年北中城村役場に採用。2004年に北中城村長選挙に立候補し初当選。以後4期務めた。
2020年1月13日、次期衆院選に出馬しない意向を示していた沖縄2区選出で社会民主党所属の衆議院議員照屋寛徳から「バトンタッチしたい」と後継指名を受けた。2月15日、社民党沖縄県連は執行委員会を開き、照屋の後任として新垣を擁立する方針を賛成多数で決定した。7月12日、新垣は立候補要請を受諾する考えを表明。その後、社民党への入党手続きを行った。
2021年10月31日、第49回衆議院議員総選挙の投開票の結果、自由民主党の宮崎政久を破り初当選した。この選挙では社民党は岸田文雄の選挙区の広島1区などにも候補者を立てたが、実際に当選したのは新垣ただ1人であった。
2022年3月20日、社民党は都内で開いた第19回定期全国大会（党大会）で新垣を副党首に充てるなどの役員人事を了承し、国対委員長と政策審議会長を兼務することとなった。
2024年10月27日、第50回衆議院議員総選挙の投開票の結果、宮崎を破り再選した。この選挙でも小選挙区・比例代表通じて、社民党の公認候補で当選できたのは、またも新垣のみであった。

## 人物
25歳の時に空手道場に入門し、沖縄空手道協会（上地流・沖空会）教士七段。
2019年より沖縄伝統空手道振興会理事長。

## エピソード
- 2004年の北中城村長選挙では、現職の喜屋武馨と、元村議会議長の喜屋武薫の2人の「きゃん・かおる」が対立候補だった。2人はそれぞれ「キヤン村長」「ギチョカオル」と名乗って選挙を戦ったが新垣が2人を大差で破り初当選を果たした[9]。
- 2023年6月6日、本部港塩川地区で名護市辺野古の普天間基地代替施設の抗議活動中の市民に対し、沖縄防衛局の職員が「気違い行動は止めてください」など4回以上にわたり「きちがい」という言葉を用いて発言した。6月12日に防衛局の次長が発言を事実としたうえで、遺憾の意を示したが、新垣は「謝罪を拒否した」として6月14日、政府として謝罪の意思があるか、「市民を敵視するような空気」が防衛局に無いか、何らかの処分が必要ではないかの3点からなる質問主意書を岸田内閣に提出した[10]。これに対して岸田文雄首相は、6月21日時点で事実関係を確認中としたうえで、「当該発言は極めて遺憾であると考えており、沖縄防衛局における事実関係の確認が終了した後に、適切に対処する」考えを答弁した。また、質問主意書が示した「市民を敵視するような空気」は否定した[11]。

## 選挙歴
| 当落 | 選挙                   | 執行日         | 年齢 | 選挙区  | 政党       | 得票数    | 得票率 | 定数 | 得票順位 /候補者数 | 政党内比例順位 /政党当選者数 |
| ---- | ---------------------- | -------------- | ---- | ------- | ---------- | --------- | ------ | ---- | ------------------ | ---------------------------- |
| 当   | 2004年北中城村長選挙   | 2004年12月5日  | 48   | ――      | 無所属     | 4408票    | 60.00% | 1    | 1/3                | /                            |
| 当   | 2008年北中城村長選挙   | 2008年11月30日 | 52   | ――      | 無所属     | 無投票    |        | 1    | 1/1                | /                            |
| 当   | 2012年北中城村長選挙   | 2012年12月16日 | 56   | ――      | 無所属     | 4947票    | 60.63% | 1    | 1/2                | /                            |
| 当   | 2016年北中城村長選挙   | 2016年12月4日  | 60   | ――      | 無所属     | 4039票    | 53.53% | 1    | 1/2                | /                            |
| 当   | 第49回衆議院議員総選挙 | 2021年10月31日 | 65   | 沖縄2区 | 社会民主党 | 7万4665票 | 47.39% | 1    | 1/4                | /                            |
| 当   | 第50回衆議院議員総選挙 | 2024年10月27日 | 68   | 沖縄2区 | 社会民主党 | 6万1216票 | 42.03% | 1    | 1/5                | /                            |